# 스티븐 R. 하트
스티븐 R. 하트(Stephen R. Hart, 1958년 3월 11일 ~ )는 캐나다의 배우, 영화배우, 텔레비전 배우이다.
오타와에서 태어났다.

## 영화
- 에너미 (2013년) - 바운서 역
- 데이브 vs 데스 (2011년) - 그림 리퍼 역
- 유 아 히어 (2010년)
- 유 마이트 애즈 웰 리브 (2009년)
- 토론토 스토리스 (2008년)
- 맥스 페인 (2008년) - 문신 시술사 주인 역
- 거침없이 쏴라! 슛 뎀 업 (2007년)
- 사일런트 힐 (2006년)
- 미싱 (2003년)